# 브르노 노면전차

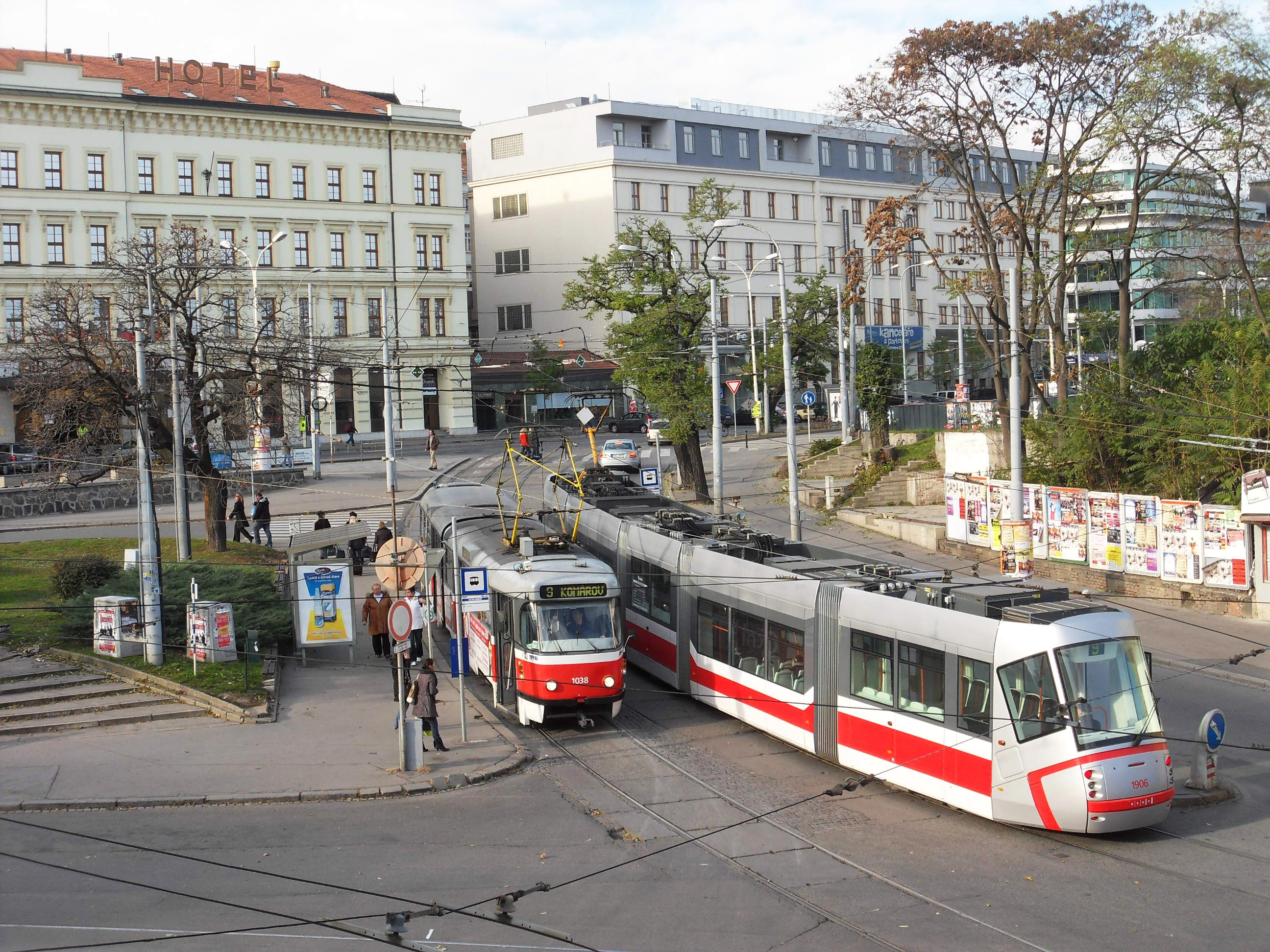
브르노 노면전차

브르노 노면전차(체코어: Tramvajová doprava v Brně)는 체코 브르노에서 운영되는 노면전차 시스템이다. 1869년 마차로 시작된 것이 시초다. 12개 노선으로 구성되어 있으며 총 운영 선로 길이는 139 킬로미터 (86 mi), 총 노선 길는 70.4 킬로미터 (43.7 mi)다. 인접 도시 모드리체까지 이어진다.